# Georges Gautschi
Georges Harold Roger Gautschi (eigentlich Georg Gautschi, * 6. April 1904; † 12. Februar 1985) war ein Schweizer Eiskunstläufer, der im Einzellauf startete.
Der dreifache Schweizer Meister gewann die Bronzemedaille bei der Europameisterschaft 1926 und wurde Vize-Europameister 1929 hinter Karl Schäfer. Es waren die ersten Medaillen für einen Schweizer Eiskunstläufer bei den Europameisterschaften. Dies gelang ihm auch bei Weltmeisterschaften als er 1930 die Bronzemedaille hinter Karl Schäfer und Roger Turner holte. Mit dem Gewinn von Bronze war er bei seinen einzigen Olympischen Spielen 1924 auch der erste olympische Medaillengewinner für die Schweiz im Eiskunstlaufen. Dies sollte nach ihm noch Hans Gerschwiler und Stéphane Lambiel gelingen.
Er heiratete 1928 die ungarische Eiskunstläuferin Edith Hecht (1905–1998). In Zürich führte er eine bedeutende Anwalts- und Vermögensverwaltungskanzlei. Georg Gautschi veröffentlichte Beiträge zum Schweizer Privatrecht im Berner Kommentar.

## Ergebnisse
| Wettbewerb / Jahr         | 1922 | 1923 | 1924 | 1925 | 1926 | 1927 | 1928 | 1929 | 1930 | 1931 |
| ------------------------- | ---- | ---- | ---- | ---- | ---- | ---- | ---- | ---- | ---- | ---- |
| Olympische Winterspiele   |      |      | 3.   |      |      |      |      |      |      |      |
| Weltmeisterschaften       |      |      |      | 6.   |      | 4.   |      |      | 3.   |      |
| Europameisterschaften     | 9.   |      | 7.   | 4.   | 3.   |      |      | 2.   |      |      |
| Schweizer Meisterschaften |      |      |      |      | 1.   | 1.   |      |      |      | 1.   |